# Pagaronia triunata
Pagaronia triunata är en insektsart som beskrevs av Ball 1902. Pagaronia triunata ingår i släktet Pagaronia och familjen dvärgstritar. Inga underarter finns listade i Catalogue of Life.